# Convocazioni per la Coppa del mondo per club FIFA 2021
Elenco dei giocatori convocati da ciascun club partecipante alla Coppa del mondo per club FIFA 2021.

## Club

### Al-Ahly
Allenatore:  Pitso Mosimane
| N. |                   | Ruolo | Calciatore              |
| -- | ----------------- | ----- | ----------------------- |
| 5  | Egitto (bandiera) | D     | Ramy Rabia              |
| 6  | Egitto (bandiera) | D     | Yasser Ibrahim          |
| 8  | Egitto (bandiera) | C     | Hamdy Fathy             |
| 10 | Egitto (bandiera) | A     | Mohamed Sherif          |
| 11 | Egitto (bandiera) | C     | Walid Soliman           |
| 12 | Egitto (bandiera) | D     | Ayman Ashraf (capitano) |
| 14 | Egitto (bandiera) | C     | Hussein El Shahat       |
| 15 | Mali (bandiera)   | C     | Aliou Dieng             |
| 16 | Egitto (bandiera) | P     | Ali Lotfi               |
| 17 | Egitto (bandiera) | C     | Amr El Solia            |
| 19 | Egitto (bandiera) | C     | Mohamed Magdy           |
| 20 | Egitto (bandiera) | D     | Mahmoud Wahid           |

| N. |                      | Ruolo | Calciatore          |
| -- | -------------------- | ----- | ------------------- |
| 21 | Tunisia (bandiera)   | D     | Ali Maâloul         |
| 24 | Egitto (bandiera)    | D     | Mohamed Abdel Monem |
| 27 | Egitto (bandiera)    | D     | Taher Mohamed       |
| 28 | Egitto (bandiera)    | D     | Karim Fouad         |
| 29 | Mozambico (bandiera) | C     | Luís Miquissone     |
| 30 | Egitto (bandiera)    | D     | Mohamed Hany        |
| 31 | Egitto (bandiera)    | P     | Mostafa Shobeir     |
| 33 | Egitto (bandiera)    | P     | Hamza Alaa          |
| 35 | Egitto (bandiera)    | C     | Ahmed Abdelkader    |
| 45 | Egitto (bandiera)    | C     | Ziad Tarek          |
| 66 | Egitto (bandiera)    | D     | Mohamed El Maghrabi |

### Al-Hilal
Allenatore:  Leonardo Jardim
| N. |                           | Ruolo | Calciatore                    |
| -- | ------------------------- | ----- | ----------------------------- |
| 1  | Arabia Saudita (bandiera) | P     | Abdullah Al-Mayouf (capitano) |
| 2  | Arabia Saudita (bandiera) | D     | Mohammed Al-Breik             |
| 5  | Arabia Saudita (bandiera) | D     | Ali Al-Bulaihi                |
| 6  | Colombia (bandiera)       | C     | Gustavo Cuéllar               |
| 7  | Arabia Saudita (bandiera) | C     | Salman Al-Faraj               |
| 9  | Nigeria (bandiera)        | A     | Odion Ighalo                  |
| 11 | Arabia Saudita (bandiera) | A     | Saleh Al-Shehri               |
| 12 | Arabia Saudita (bandiera) | D     | Yasser Al-Shahrani            |
| 13 | Arabia Saudita (bandiera) | D     | Abdulrahman Al-Obaid          |
| 15 | Brasile (bandiera)        | C     | Matheus Pereira               |
| 17 | Mali (bandiera)           | A     | Moussa Marega                 |
| 19 | Perù (bandiera)           | C     | André Carrillo                |

| N. |                           | Ruolo | Calciatore          |
| -- | ------------------------- | ----- | ------------------- |
| 20 | Corea del Sud (bandiera)  | D     | Jang Hyun-soo       |
| 21 | Arabia Saudita (bandiera) | P     | Mohammed Al-Owais   |
| 28 | Arabia Saudita (bandiera) | C     | Mohamed Kanno       |
| 29 | Arabia Saudita (bandiera) | C     | Salem Al-Dawsari    |
| 32 | Arabia Saudita (bandiera) | D     | Muteb Al-Mufarrij   |
| 33 | Arabia Saudita (bandiera) | P     | Abdullah Al-Jadaani |
| 43 | Arabia Saudita (bandiera) | C     | Musab Al-Juwayr     |
| 66 | Arabia Saudita (bandiera) | D     | Saud Abdulhamid     |
| 70 | Arabia Saudita (bandiera) | D     | Mohammed Jahfali    |
| 88 | Arabia Saudita (bandiera) | D     | Hamad Al-Yami       |
| 96 | Brasile (bandiera)        | A     | Michael             |

### Al-Jazira
Allenatore:  Marcel Keizer
| N. |                                | Ruolo | Calciatore           |
| -- | ------------------------------ | ----- | -------------------- |
| 1  | Emirati Arabi Uniti (bandiera) | P     | Abdulrahman Al Ameri |
| 2  | Emirati Arabi Uniti (bandiera) | D     | Abdulla Idrees       |
| 4  | Serbia (bandiera)              | D     | Miloš Kosanović      |
| 5  | Emirati Arabi Uniti (bandiera) | D     | Khalifa Al Hammadi   |
| 6  | Emirati Arabi Uniti (bandiera) | D     | Mohammed Al Attas    |
| 7  | Emirati Arabi Uniti (bandiera) | A     | Ali Mabkhout         |
| 8  | Costa d'Avorio (bandiera)      | C     | Mamadou Coulibaly    |
| 9  | Emirati Arabi Uniti (bandiera) | A     | Zayed Al-Ameri       |
| 11 | Emirati Arabi Uniti (bandiera) | C     | Abdullah Ramadan     |
| 12 | Emirati Arabi Uniti (bandiera) | D     | Salem Rashid         |
| 15 | Marocco (bandiera)             | D     | Mohammed Rabii       |
| 17 | Sudafrica (bandiera)           | C     | Thulani Serero       |

| N. |                                | Ruolo | Calciatore       |
| -- | ------------------------------ | ----- | ---------------- |
| 19 | Mali (bandiera)                | C     | Oumar Traore     |
| 21 | Mali (bandiera)                | A     | Abdoulay Diaby   |
| 22 | Emirati Arabi Uniti (bandiera) | C     | Mohammed Jamal   |
| 24 | Emirati Arabi Uniti (bandiera) | D     | Zayed Sultan     |
| 28 | Emirati Arabi Uniti (bandiera) | C     | Yousef Ayman     |
| 29 | Brasile (bandiera)             | C     | Victor Sá        |
| 38 | Emirati Arabi Uniti (bandiera) | D     | Nawaf Dhawi      |
| 55 | Emirati Arabi Uniti (bandiera) | P     | Ali Khasif       |
| 56 | Emirati Arabi Uniti (bandiera) | P     | Rakan Al-Menhali |
| 70 | Emirati Arabi Uniti (bandiera) | A     | Ahmed Al-Attas   |
| 80 | Brasile (bandiera)             | C     | Bruno            |

### Pirae
Allenatore:  Naea Bennett
| N. |                    | Ruolo | Calciatore        |
| -- | ------------------ | ----- | ----------------- |
| 1  | Tahiti (bandiera)  | P     | Jonathan Torohia  |
| 2  | Tahiti (bandiera)  | D     | Taumihau Tiatia   |
| 3  | Tahiti (bandiera)  | D     | Matatia Paama     |
| 4  | Tahiti (bandiera)  | D     | Haumau Tanetoa    |
| 6  | Tahiti (bandiera)  | C     | Tehatu Gitton     |
| 7  | Tahiti (bandiera)  | C     | Avearii Bennett   |
| 8  | Tahiti (bandiera)  | C     | Heirauarii Salem  |
| 9  | Francia (bandiera) | A     | Benoit Mathon     |
| 10 | Tahiti (bandiera)  | A     | Patrick Tepa      |
| 11 | Tahiti (bandiera)  | A     | Sandro Tau        |
| 12 | Tahiti (bandiera)  | C     | Nehemia Teriitahi |
| 13 | Tahiti (bandiera)  | D     | Ariiura Labaste   |

| N. |                   | Ruolo | Calciatore          |
| -- | ----------------- | ----- | ------------------- |
| 14 | Tahiti (bandiera) | A     | Roonui Tinirauarii  |
| 16 | Tahiti (bandiera) | P     | Teva Durot          |
| 17 | Tahiti (bandiera) | C     | Sylvain Graglia     |
| 18 | Tahiti (bandiera) | A     | Yohann Tihoni       |
| 19 | Tahiti (bandiera) | C     | Heimano Bourebare   |
| 20 | Tahiti (bandiera) | D     | Alvin Tehau         |
| 21 | Tahiti (bandiera) | C     | Teimanaiterai Pater |
| 22 | Tahiti (bandiera) | A     | Jay Warren          |
| 23 | Tahiti (bandiera) | P     | Steve Taero         |
| 26 | Tahiti (bandiera) | A     | Axel Williams       |
| 30 | Tahiti (bandiera) | D     | Jonathan Tehau      |

### Chelsea
Allenatore:  Thomas Tuchel
| N. |                        | Ruolo | Calciatore          |
| -- | ---------------------- | ----- | ------------------- |
| 1  | Spagna (bandiera)      | P     | Kepa Arrizabalaga   |
| 2  | Germania (bandiera)    | D     | Antonio Rüdiger     |
| 3  | Spagna (bandiera)      | D     | Marcos Alonso       |
| 4  | Danimarca (bandiera)   | D     | Andreas Christensen |
| 5  | Italia (bandiera)      | C     | Jorginho            |
| 6  | Brasile (bandiera)     | D     | Thiago Silva        |
| 7  | Francia (bandiera)     | C     | N'Golo Kanté        |
| 8  | Croazia (bandiera)     | C     | Mateo Kovačić       |
| 9  | Belgio (bandiera)      | A     | Romelu Lukaku       |
| 10 | Stati Uniti (bandiera) | A     | Christian Pulisic   |
| 11 | Germania (bandiera)    | A     | Timo Werner         |
| 13 | Inghilterra (bandiera) | P     | Marcus Bettinelli   |

| N. |                        | Ruolo | Calciatore                   |
| -- | ---------------------- | ----- | ---------------------------- |
| 14 | Inghilterra (bandiera) | D     | Trevoh Chalobah              |
| 16 | Senegal (bandiera)     | P     | Édouard Mendy                |
| 17 | Spagna (bandiera)      | C     | Saúl                         |
| 18 | Inghilterra (bandiera) | C     | Ross Barkley                 |
| 19 | Inghilterra (bandiera) | C     | Mason Mount                  |
| 20 | Inghilterra (bandiera) | A     | Callum Hudson-Odoi           |
| 22 | Marocco (bandiera)     | C     | Hakim Ziyech                 |
| 23 | Brasile (bandiera)     | C     | Kenedy                       |
| 28 | Spagna (bandiera)      | D     | César Azpilicueta (capitano) |
| 29 | Germania (bandiera)    | C     | Kai Havertz                  |
| 31 | Francia (bandiera)     | D     | Malang Sarr                  |

### Monterrey
Allenatore:  Javier Aguirre
| N. |                        | Ruolo | Calciatore         |
| -- | ---------------------- | ----- | ------------------ |
| 1  | Argentina (bandiera)   | P     | Esteban Andrada    |
| 3  | Messico (bandiera)     | D     | César Montes       |
| 4  | Messico (bandiera)     | C     | Luis Romo          |
| 5  | Argentina (bandiera)   | C     | Matías Kranevitter |
| 6  | Messico (bandiera)     | D     | Edson Gutiérrez    |
| 7  | Messico (bandiera)     | A     | Rogelio Funes Mori |
| 8  | Costa Rica (bandiera)  | A     | Joel Campbell      |
| 9  | Paesi Bassi (bandiera) | A     | Vincent Janssen    |
| 11 | Argentina (bandiera)   | C     | Maximiliano Meza   |
| 14 | Messico (bandiera)     | D     | Érick Aguirre      |
| 15 | Messico (bandiera)     | D     | Héctor Moreno      |
| 16 | Paraguay (bandiera)    | C     | Celso Ortiz        |

| N. |                     | Ruolo | Calciatore       |
| -- | ------------------- | ----- | ---------------- |
| 17 | Messico (bandiera)  | D     | Jesús Gallardo   |
| 19 | Messico (bandiera)  | A     | José Alvarado    |
| 20 | Cile (bandiera)     | D     | Sebastián Vegas  |
| 21 | Messico (bandiera)  | C     | Alfonso González |
| 22 | Messico (bandiera)  | P     | Luis Cárdenas    |
| 24 | Messico (bandiera)  | P     | César Ramos      |
| 27 | Messico (bandiera)  | D     | Daniel Parra     |
| 30 | Messico (bandiera)  | C     | Rodolfo Pizarro  |
| 33 | Colombia (bandiera) | D     | Stefan Medina    |
| 43 | Messico (bandiera)  | D     | Alán Montes      |
| 49 | Messico (bandiera)  | A     | Kaleth Hernández |

### Palmeiras
Allenatore:  Abel Ferreira
| N. |                     | Ruolo | Calciatore        |
| -- | ------------------- | ----- | ----------------- |
| 2  | Brasile (bandiera)  | D     | Marcos Rocha      |
| 4  | Cile (bandiera)     | D     | Benjamín Kuscevic |
| 6  | Brasile (bandiera)  | D     | Jorge             |
| 7  | Brasile (bandiera)  | A     | Dudu              |
| 8  | Brasile (bandiera)  | C     | Zé Rafael         |
| 10 | Brasile (bandiera)  | A     | Rony              |
| 11 | Brasile (bandiera)  | A     | Wesley            |
| 12 | Brasile (bandiera)  | D     | Mayke             |
| 13 | Brasile (bandiera)  | D     | Luan              |
| 14 | Brasile (bandiera)  | C     | Gustavo Scarpa    |
| 15 | Paraguay (bandiera) | D     | Gustavo Gómez     |
| 16 | Brasile (bandiera)  | A     | Deyverson         |

| N. |                     | Ruolo | Calciatore       |
| -- | ------------------- | ----- | ---------------- |
| 19 | Brasile (bandiera)  | A     | Breno Lopes      |
| 20 | Colombia (bandiera) | C     | Eduard Atuesta   |
| 21 | Brasile (bandiera)  | P     | Weverton         |
| 22 | Uruguay (bandiera)  | D     | Joaquín Piquerez |
| 23 | Brasile (bandiera)  | C     | Raphael Veiga    |
| 26 | Brasile (bandiera)  | D     | Murilo           |
| 28 | Brasile (bandiera)  | C     | Danilo           |
| 29 | Brasile (bandiera)  | A     | Rafael Navarro   |
| 30 | Brasile (bandiera)  | C     | Jailson          |
| 31 | Brasile (bandiera)  | P     | Mateus           |
| 42 | Brasile (bandiera)  | P     | Marcelo Lomba    |